# 共立メンテナンス
株式会社共立メンテナンス（きょうりつメンテナンス）は、東京都千代田区に本社を置く寮事業やホテル事業を行う企業である。東証プライム上場。

## 概要
1979年（昭和54年）に東京都葛飾区で石塚晴久が設立し、受託給食の営業を千葉県松戸市で始めた。
寮事業として学生寮・社員寮「ドーミー」、ホテル事業としてビジネスホテル「ドーミーイン」及びリゾートホテル「共立リゾート」、シニアライフ事業として高齢者向け住宅の管理運営などの事業を行っている。
ホテル事業は、売上高では2014年3月期決算で寮事業を上回り、営業利益では2019年3月期決算で寮事業を初めて上回った。
ホテル運営客室数は、2022年（令和4年）時点において日本で業界6位（東横イン、アパグループ、ルートインジャパン、マイステイズ・ホテル・マネジメント、スーパーホテルに次ぐ）である。
ホテル特化型J-REITであるジャパン・ホテル・リート投資法人の資産運用会社であるジャパン・ホテル・リート・アドバイザーズ株式会社に10.3%出資している。同投資法人は、共立メンテナンスが運営するホテルを4物件（ザ・ビーチタワー沖縄、箱根強羅温泉 季の湯 雪月花、ドーミーイン熊本、ドーミーインEXPRESS浅草）所有している。かつては6物件であったが、ドーミーインなんばは売却、ドーミーイン水道橋はザ・ビー 水道橋に変更となったことで、2物件減少した。
また、同じくJ-REITであるタカラレーベン不動産投資法人の資産運用会社であるタカラPAG不動産投資顧問株式会社にも5%出資している。同投資法人は、ドーミー浮間舟渡、ドーミーイン松山、ドーミーイン盛岡を所有している。

## 沿革
- 1979年（昭和54年）9月 - 株式会社共立メンテナンスとして東京都葛飾区で設立。同年10月に千葉県松戸市で受託給食事業を開始。
- 1980年（昭和55年）4月 - 東京・神奈川で学生寮事業を開始。
- 1982年（昭和57年）7月 - 本社を東京都千代田区に移転。
- 1987年（昭和62年）5月 - 千葉県で外食事業を開始。
- 1993年（平成5年）6月 - 東京都千代田区外神田に本社を移転。
- 1993年（平成5年）7月 - リゾートホテル事業を開始。
- 1993年（平成5年）8月 - ビジネスホテル事業（ドーミーイン）を開始。
- 1994年（平成6年）9月 - 日本証券業協会に株式店頭登録（JASDAQ）。
- 1996年（平成8年）12月 - シニア事業を開始。
- 1999年（平成11年）3月 - 東証二部に上場。
- 2001年（平成13年）9月 - 東証一部に上場（2022年4月に東証の市場区分見直しにより、プライム市場に移行）。
- 2003年（平成15年）6月 - 本社を現在地に移転。
- 2006年（平成18年）6月 - 佐藤充孝が代表取締役社長に就任[9]。
- 2010年（平成22年）5月 - PKP事業（地方自治体向け業務受託事業）を開始。
- 2015年（平成27年）7月 - 株式会社共立トラストが、株式会社共立保険サービス（現・連結子会社）を設立。
- 2017年（平成29年）4月 - 上田卓味が代表取締役社長に就任[10]。
- 2020年（令和2年） - 行川アイランド跡地にリゾートホテルを着工。
- 2021年（令和3年）4月 - 中村幸治が代表取締役社長に就任[11]。

## 事業
- 学生寮（各種学校や塾との提携寮、共立メンテナンスによるドーミー学生寮）
- 社員寮（各種会社との提携寮、共立メンテナンスによるドーミーの寮）
- ホテル事業：ビジネスホテル「ドーミーイン」、旅館「共立リゾート」
- 受託事業：寮、食堂、保養所、研修センター、社員クラブなど受託事業
- ウェルネスライフ事業：シニア向け住宅
- 研修センター事業：宿泊施設付きの研修施設「リフレフォーラム」
- PKP事業：施設運営管理や車両運行管理など
- フーズ事業：外食事業

## グループ会社
いずれも出資比率100%の完全子会社。
- 共立エステート - 不動産企画設計管理事業
- 共立トラスト - 単身生活者支援事業（通販・保険）
- 共立フーズサービス - ホテルレストラン事業
- 共立フーズビジネス - 外食産業
- 共立ソリューションズ - ITアウトソーシング、CRO業務
- 共立ファイナンシャルサービス - 融資事業、事務代行業
- ビルネット - 総合ビルマネジメント事業、ビル賃貸事業
- 韓国共立メンテナンス - 韓国内ホテル・寮事業
- 共立アシスト - 社内関連建物の清掃事業
- eco foods - 外食事業
- 共立国際交流奨学財団 - 奨学金支給事業

## 提供番組
- 新春スポーツスペシャル箱根駅伝 - 日本テレビ系列全国ネット、文化放送・NRN系列全国ネット、ラジオ日本の中継スポンサー、『KYORITSU HOTELS & DORMITORIES』名義。
- 地方創生プログラム ONE-J - TBSラジオ・JRN系列局全国ネット、2021年4月4日 - 、9時台のコーナー『共立リゾート presents 〜新たな発見を綴る〜旅ノオト』スポンサードネット。